# Luigi Bruins
Luigi Bruins (Róterdam, 9 de marzo de 1987) es un futbolista neerlandés de origen italiano que se desempeña como mediocampista. Actualmente su equipo es el Excelsior.

## Trayectoria
Bruins inició su carrera en el Excelsior Rotterdam. Él es de ascendencia italiana, quedando aún su decisión de ser elegible por las Selecciones nacionales de Holanda e Italia. Asimismo es un especialista en tiros penales, no habiendo fallado en oportunidad alguna en la Eredivisie ahora se encuentra en el OGC Niza. 
Mientras aún jugaba por el Excelsior, Bruins fue vinculado con los cuatro equipos más fuertes de la Liga de su país (el Ajax Ámsterdam, AZ Alkmaar, Feyenoord Róterdam y PSV Eindhoven) así como con el Tottenham Hotspur FC. Finalmente decidió jugar por el Feyenoord Róterdam, habiendo suscrito un contrato por varios años luego de la temporada 2006-07.

## Selección nacional
Ha sido internacional con la Selección de fútbol de los Países Bajos Sub-21.

## Clubes
| Club                | País         | Periodo   |
| ------------------- | ------------ | --------- |
| Excelsior Rotterdam | Países Bajos | 2004-2007 |
| Feyenoord Róterdam  | Países Bajos | 2007-2011 |

## Palmarés

### Campeonatos nacionales
| Título         | Club                | País         | Año  |
| -------------- | ------------------- | ------------ | ---- |
| Eerste Divisie | Excelsior Rotterdam | Países Bajos | 2006 |
| KNVB Cup       | Feyenoord Róterdam  | Países Bajos | 2008 |

| Título          | Club (*)              | País         | Año  |
| --------------- | --------------------- | ------------ | ---- |
| Eurocopa Sub-21 | Selección neerlandesa | Países Bajos | 2007 |

(*) Incluyendo la selección